# Vicente Leiva
Vicente Leiva, seudónimo de Felipe Gatica Zambrano (Parral, 20 de marzo de 1982 - 2 de noviembre de 2019) fue un realizador audiovisual y gestor cultural chileno.

## Biografía
Durante 2014 y 2016 dirigió el proyecto "Historia de Parral" que buscaba rescatar el la memoria cultural de Parral y consistía en cápsulas audiovisuales, exposiciones de fotografías patrimoniales y la grabación de dos EP con la participación de cantares populares, dando a conocer la historia y cultura de la región.

El principal objetivo es difundir la música de nuestra gente y su patrimonio cultural sonoro y mostrar que la "chilenidad" parralina es más que una imagen folclórica: son tradiciones, sonidos, rítmicas, usos y caracteres que dan cuenta de una particular manera de comprender y habitar el mundo.
Vicente Leiva

En 2017 presentó el micro-documental "Sonidos del aire", que cuenta el viaje del acordeón desde la Patagonia a la Isla Grande de Chiloé, pasando por el Museo del Acordeón de Chonchi, de Sergio Colivoro. Fue ganador del concurso "Mi Docu", de minidocumentales sobre patrimonio cultural inmaterial, y trasmitido por televisión abierta por el canal TVN.
Una de sus últimas iniciativas, a principios de 2019, fue la reinstalación de un antiguo buzón de Correos de Chile, que daba comienzo al proyecto de un museo a cielo abierto, dentro del marco del proyecto "Memoria de Parral", donde participó el fotógrafo porteño Manuel Jorquera.
Falleció la madrugada del 2 de noviembre de 2019, cuando un automóvil lo atropelló mientras conducía en bicicleta por Parral.